# 東望洋炮台

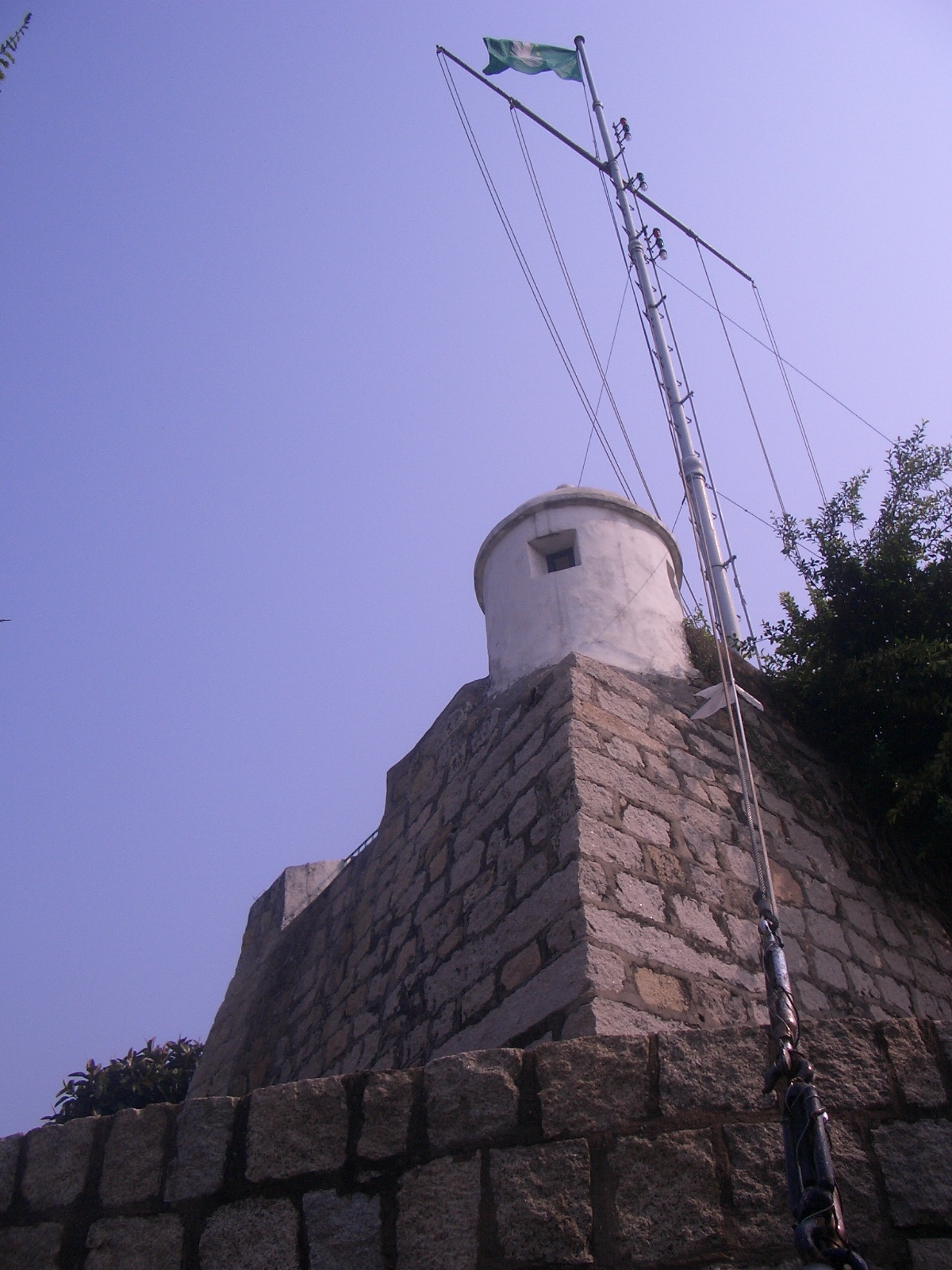
炮台堡壘城牆與暸望台

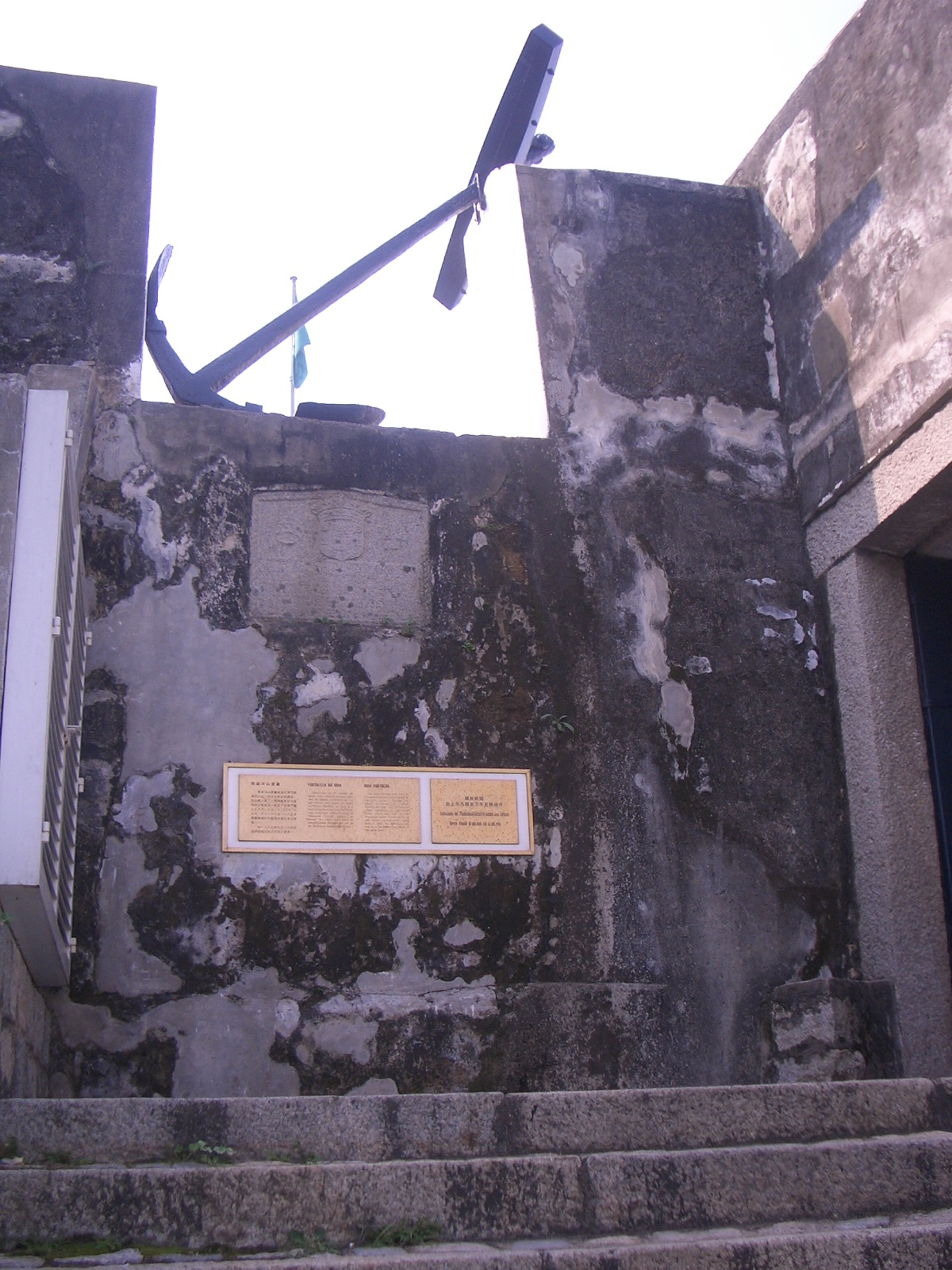
炮台堡壘門口

東望洋炮台（葡萄牙語：Fortaleza da Guia），又稱松山炮台、東望洋山炮台，是位於澳門半島最高點東望洋山的炮台，為澳門現存最古的西式炮台之一，與聖母雪地殿、東望洋燈塔共同名列東望洋山三大名勝古蹟。2005年做為澳門歷史城區的部分被列入世界文化遺產名錄內。
東望洋炮台除數座炮台堡壘外，還有由四组隧道組成的防空洞。東望洋炮台範圍包括兩個著名的旅遊景點：東望洋燈塔和聖母雪地殿教堂。在當處可俯瞰澳門半島全景和珠江口的景色。

## 歷史
東望洋炮台建於約1637－1638年之間，面積約為8600平方尺。由于位處澳門最高點，炮台的主要用作防御外敵和觀測站。在過去，東望洋炮台與大炮台和媽閣炮台組成一道堅固的外圍軍事防線。
東望洋炮台範圍內的防空洞最長為456公尺，最短則只有47公尺。防空洞内有發電機、休息室、貯油池和登上燈塔炮台的升降機等設備。澳門政府重新修葺改成旅遊展示廊，展示歷史圖片，介紹從前防空洞的真實境況。該展示廊於2003年10月初對外開放。